# Ambohipihaonana
Ambohipihaonana est une commune rurale malgache, située dans la partie sud-est de la région de Vakinankaratra.